# Мантіка (Каліфорнія)
Мантіка (англ. Manteca) — місто (англ. city) в США, в окрузі Сан-Хоакін штату Каліфорнія. Населення — 83 498 осіб (2020).

## Географія
Мантіка розташована за координатами 37°47′48″ пн. ш. 121°13′52″ зх. д. / 37.79667° пн. ш. 121.23111° зх. д. (37.796783, -121.230975).  За даними Бюро перепису населення США в 2010 році місто мало площу 45,99 км², з яких 45,93 км² — суходіл та 0,06 км² — водойми. В 2017 році площа становила 53,28 км², з яких 53,22 км² — суходіл та 0,06 км² — водойми.

## Демографія
Згідно з переписом 2010 року, у місті мешкало 67 096 осіб у 21 618 домогосподарствах у складі 16 572 родин. Густота населення становила 1459 осіб/км².  Було 23132 помешкання (503/км²).
Расовий склад населення:
| - 62,4 % — білих - 7,1 % — азіатів - 4,3 % — чорних або афроамериканців - 1,1 % — корінних американців - 0,6 % — вихідців з тихоокеанських островів - 17,4 % — осіб інших рас |

До двох чи більше рас належало 7,2 %. Частка іспаномовних становила 37,7 % від усіх жителів.
За віковим діапазоном населення розподілялося таким чином: 29,0 % — особи молодші 18 років, 61,1 % — особи у віці 18—64 років, 9,9 % — особи у віці 65 років та старші. Медіана віку мешканця становила 33,6 року. На 100 осіб жіночої статі у місті припадало 96,8 чоловіків;  на 100 жінок у віці від 18 років та старших — 93,6 чоловіків також старших 18 років.
Середній дохід на одне домашнє господарство  становив 73 543 долари США (медіана — 62 364), а середній дохід на одну сім'ю — 79 047 доларів (медіана — 67 896). Медіана доходів становила 50 276 доларів для чоловіків та 40 623 долари для жінок. За межею бідності перебувало 12,1 % осіб, у тому числі 15,6 % дітей у віці до 18 років та 7,2 % осіб у віці 65 років та старших.
Цивільне працевлаштоване населення становило 29 751 осіб. Основні галузі зайнятості: освіта, охорона здоров'я та соціальна допомога — 21,2 %, роздрібна торгівля — 13,7 %, виробництво — 10,5 %, науковці, спеціалісти, менеджери — 9,5 %.